# Bílý rybíz

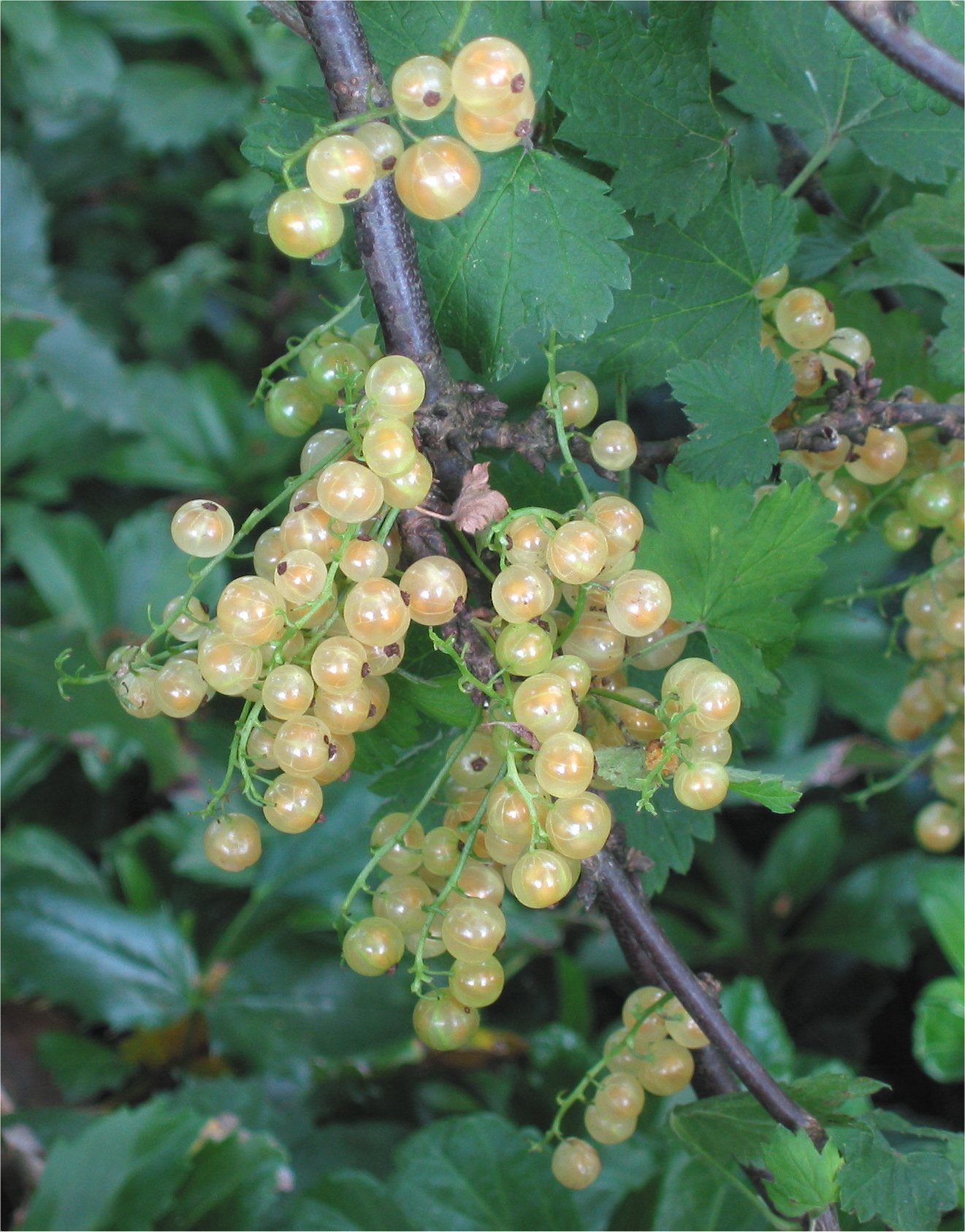
Bílý rybíz

Bílý rybíz je druh ovoce - malé jedlé bobule bělavě nažloutlé barvy s mírně nakyslou chutí. Z botanického hlediska nejde o samostatný druh, ale o variety druhu Rybíz červený (Ribes rubrum), případně o křížence Ribes rubrum s druhy Ribes sativum, R. petraeum a R. multiflorum.

## Zajímavost
Tradičně je z bílého rybízu vyráběna francouzská luxusní specialita ’’Le doux caviar de Bar-le-Duc’’.

## Odrůdy bílého rybízu
K 15. 6. 2022 bylo ve Státní odrůdové knize registrováno 8 odrůd bílého rybízu (Jantar, Orion, Holandský bílý, Holandský růžový, Šampaňský bílý, Třešňový bílý, Viktoria a White Grape). Jiné odrůdy jsou nabízeny pouze v omezeném rozsahu za zvláštních podmínek podle zákona.